# Fabien Marsaud

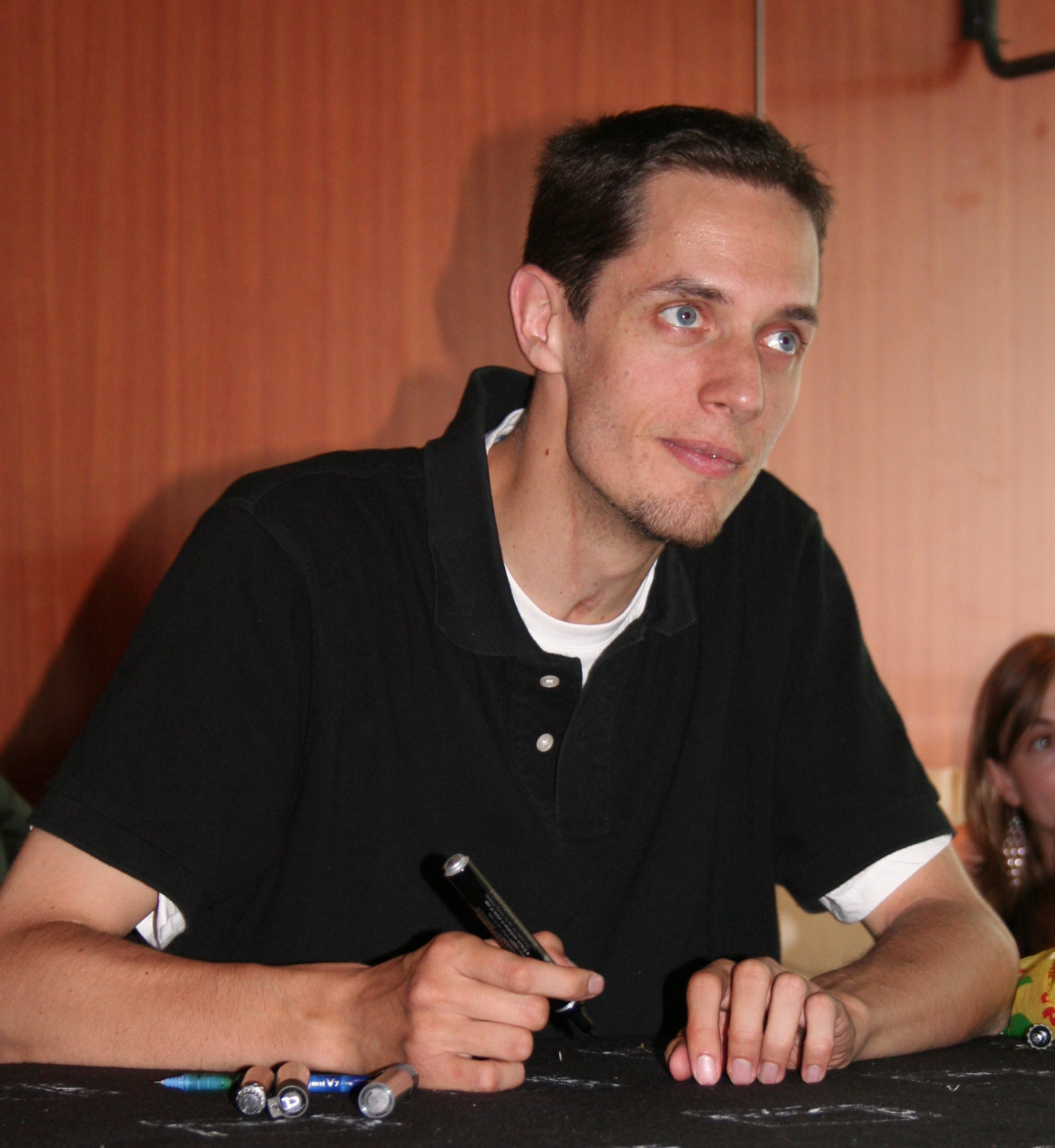
Fabien Marsaud

Fabien Marsaud (Seine-Saint-Denis, 31 juli 1977) is een Franse slam-zanger, beter bekend onder de artiestennaam Grand Corps Malade.
Marsaud is geboren en opgegroeid in Frankrijk. Hij was in zijn jeugd zeer sportief en wilde eigenlijk een carrière proberen te maken als basketballer. In 1997 raakte hij betrokken bij een ongeval, waarbij hij tijdelijk verlamd werd. Na een lange revalidatie kon hij beetje per beetje zijn lichamelijke functies herstellen, maar de beperkingen bleven ten dele aanwezig en een sportieve carrière werd zo uitgesloten. Zijn artiestennaam refereert aan dit feit. Sinds 2003 houdt hij zich bezig met muziek.

## Zangstijl
Slam is een vertellende zangstijl. De thema's die vaak terugkeren in zijn liedjes zijn sociaal (on)recht, vriendschap en liefde.
Hij treedt voornamelijk op in Frankrijk maar was ook al te gast in België (Brussel, Luik en Namen), Marokko en Canada.

## Albums
- 2006: Midi 20
- 2008: Enfant de la ville
- 2010: 3ème temps
- 2012: Ma vie à Paris
- 2013: Funambule
- 2016: Il nous restera ça (Réédition)
- 2018: Plan B (Deluxe)
- 2020: Mesdames
- 2021: Mesdames (Deluxe)